# ارم (محمودآباد)
آرِم(AREM)، روستایی است از منطقه چهارمحل آهی از توابع بخش مرکزی شهرستان محمودآباد در استان مازندران ایران.
روستاي آرم جزء روستاهاي چهارمحل آهي جوراکلا، آهی محله، آرم و ارمک كلا ازدهستان هرازپي غربي بخش مرکزی شهرستان محمودآباد استان مازندران مي باشد. آرم از دوقسمت بالا محله در انتهای روستا، وپايين محله  در ابتدا روستا تشكيل شده‌است. این روستادرفاصله 9 كيلومتري بخش مركزي (شهر محمودآباد) و 4 كيلومتری ساحل دریای مازندران قرار دارد.

## جمعیت
روستای آرم :
روستای آرم يكي از روستاهاي قديمي و با سابقه درخشان فرهنگي و سياسي منطقه چهارمحل آهي و جزء شهرستان ساحلي محمودآباد مي باشد. جمعيت روستاي آرم با 200 خانوار ساكن به بيش از 1100 نفر مي رسد. رودخانه اي كه از اين روستا مي گذرد (انون كيله) بر زيبايي اين روستا افزوده است. 
مهمترين محصول دراين روستا كشت برنج مي باشد و در کنار آن پرورش دام وطیور هم بهره‌برداری می‌شود.
مهمترین افراد سرشناس محل روستای آرم آقای رضا حدادی و عابدی میباشد.